# Didyochamus
Didyochamus is een kevergeslacht uit de familie van de boktorren (Cerambycidae). De wetenschappelijke naam van het geslacht werd voor het eerst geldig gepubliceerd in 1959 door Dillon & Dillon.

## Soorten
Didyochamus is monotypisch en omvat slechts de volgende soort:
- Didyochamus flavomarmoratus (Breuning, 1935)